# Graviton
Graviton (prema gravitacija), kvant gravitacijskog polja, prijenosnik temeljne gravitacijske sile. To je čestica s masom mirovanja jednakom nuli i nultim nabojem, bozon sa spinom 2h, a pripadno je polje tenzorsko. Graviton bi trebao biti kvant gravitacijskih valova, što ih je kao mreškanje (promjene) prostor-vremena koje se širi brzinom svjetlosti. Einstein predvidio već 1916. U supersimetričnim minimalnim proširenjima standardnoga modela (fizika elementarnih čestica), čestice cjelobrojnoga spina dobivaju partner-česticu polucijeloga spina. Tako bi gravitonu spina 2h odgovarao gravitino polucijeloga spina 3h/2. Graviton je hipotetska (ne dokazana) čestica koja bi trebala služiti kao prijenosnik gravitacijske interakcije poput fotona kod elektromagnetske. Graviton bi trebao biti bez mase mirovanja, jer je gravitacija neograničenog dosega i imati spin 2, što intuitivno gledajući ima veze s načinom na koji je gravitacijska masa neinvarijantna za razliku od fotona koji ima spin 1.

## Objašnjenje
Najslabija, ali ipak najizrazitija, od 4 temeljne sile prirode je gravitacija. No, ipak standardni model je još uvijek ne može objasniti na zadovoljavajući način. Gravitacija predstavlja jedan od najvećih neriješenih problema u fizici. Iako gravitacijsku silu možemo lako izračunati, ne zna se kako ju usuglasiti s kvantnom teorijom standardnog modela. U svijetu atoma, učinci gravitacije su zanemarivi u usporedbi s drugim silama koje djeluju. Iako je gravitacijska sila slaba, ona može utjecati na jako velikim udaljenostima. Newtonov zakon gravitacije pokazuje da na određenoj udaljenosti gravitacijska sila između dva tijela može postati zanemariva. Naravno, ta udaljenost ovisi o masama tih tijela. Dakle, gravitacijski učinci velikih, masivnih nebeskih tijela mogu biti značajni na udaljenostima koje su izvan domašaja drugih sila. 
Čestice koje bi bile odgovorne za gravitacijsku silu nazivaju se gravitonima. One još uvijek nisu otkrivene. Kad bi ove čestice bile pronađene, standardni model bi se možda mogao zamijeniti nedostižnom teorijom svega, koja bi ujedinila sve 4 temeljne sile prirode u jednu jedinu temeljnu silu. Kažem možda, jer u tom slučaju još uvijek bi bilo teško (ili bolje rečeno nemoguće) uklopiti gravitaciju s kvantnom teorijom standardnog modela.

## Gravitacijski valovi
Gravitacijski valovi ili gravitacijsko zračenje je poremećaj gravitacijskog polja, širi se poput valova. Javlja se kod ubrzanja masa: eksplozija supernovih, obilaženja zvijezda u bliskome dvojnom sustavu i slično. Kod nekih dvojnih zvijezda utvrđeno je da smanjenje ukupne orbitalne energije odgovara energiji koju odnose valovi.
Od četiriju poznatih osnovnih sila u prirodi, gravitacija je najslabija pa je u području atoma i molekula potpuno zanemariva prema elektromagnetskim i nuklearnim silama. U svemirskim veličinama, gdje međusobno djeluju velike nakupine masa, međuzvjezdani plinovi, zvijezde, galaktike, gravitacija igra važnu ulogu. Astronomska otkrića pulsara i kvazara i teorije o razvoju zvijezda stavljaju teoriju gravitacije pred nove probleme, kao što su pitanje stalnosti gravitacijske konstante tijekom vremena, mehanizam gravitacijskoga kolapsa koji uzrokuje energetsku degeneraciju zvijezda. Kod gravitacijskoga kolapsa, sile zvjezdane gravitacije posve nadjačaju sile tlaka elektromagnetskog zračenja i zvijezda se sve više komprimira. Nakon porasta gravitacije iznad neke veličine, zvijezda postane za promatrača nevidljiva (crna rupa), jer kvanti zračenja više ne mogu napustiti zvijezdu. Za objašnjenje tih pojava može se pokazati nužnim da se u gravitacijskoj teoriji provede kvantizacija (kvantna mehanika). Energija gravitacijskoga polja bila bi kvantizirana i širila bi se kroz polje u gravitacijskim valovima. Kvant gravitacijskoga polja zove se graviton.

### Einsteinova teorija gravitacije
Einsteinova teorija gravitacije prelazi u prvom približenju (aproksimaciji) u klasičnu teoriju, a kako su posljedice teorije relativnosti vrlo malene, to je pokusom teško dokazati njezinu ispravnost. Dosadašnji eksperimentalno dobiveni podatci, kao npr. oni o odstupanju stvarne putanje Merkura oko Sunca od putanje koju daje klasična teorija, ili pak oni o savijanju zraka svjetlosti u gravitacijskom polju Sunca (pomak prema crvenomu dijelu spektra), u skladu su s Einsteinovom teorijom gravitacije. Iako je ta teorija gravitacije skladna, ona je ipak složena, pa je bilo više pokušaja da se nađu jednostavniji principi na kojima bi se mogla izgraditi teorija gravitacije. Najviše uspjeha postigli su George David Birkhoff i E. A. Milne. U novije doba također se mnogo radi na takozvanoj unificiranoj teoriji polja, kojoj je i Einstein posvetio dugi niz godina istraživanja. Ta teorija trebala bi istim jednadžbama obuhvatiti i gravitacijsko i elektromagnetsko polje. Dosadašnji pokušaji još nisu dali potpuno zadovoljavajuće rezultate.